# Netpresenter
Netpresenter B.V. is een Nederlands softwarebedrijf dat zich bezighoudt met het ontwikkelen van communicatietools, zoals beeldkranten, apps, narrowcasting, alerteringssystemen en screensavers voor organisaties.

## Geschiedenis
Het bedrijf werd in 1995 opgericht door Frank Hoen. De eerste software die door het bedrijf werd gemaakt was bedoeld voor de Amiga-computers. Later ontwikkelde het bedrijf software voor platformen van Microsoft.
In 1996 ontwikkelde het bedrijf de eerste interactieve screensaver. Deze applicatie kon meldingen van intra- of internet tonen aan de gebruiker, zoals de eigen bedrijfsberichten of de beursberichten.
Vanaf 2008 verzorgde het bedrijf, in samenwerking met de Nederlandse politie, het systeem achter AMBER Alert Nederland. Sinds juli 2021 beheert het bedrijf ook de systemen achter AMBER Alert Europe.
In 2018 dreigde de overheid een aanbesteding uit te zetten voor deze dienst, waarop Netpresenter naar de rechter stapte. Uiteindelijk besloot de Tweede Kamer dat Amber Alert mocht blijven. In 2021 liep het contract tussen Netpresenter en de overheid af. Besloten werd het contract niet te verlengen en AMBER Alert per 22 juli 2021 onder te brengen bij Burgernet. Volgens de minister kreeg de politie daarmee een betere controle over de alarmeringen; tevens was Burgernet goedkoper. Netpresenter bouwde het alarmeringssysteem kosteloos, maar kreeg sinds 2011 jaarlijks 825.000 euro voor zijn diensten.
Netpresenter startte een petitie tegen het niet verlengen van het contract en stuurde daarvoor een sms via het systeem. De politie noemde dit oneigenlijk gebruik en stelde het bedrijf in gebreke. Onder druk van de Tweede Kamer werd de overdracht uitgesteld tot 23 november 2021. De politie kreeg het gebruiksrecht op de naam AMBER Alert, evenals de domeinnaam en de sociale media.

## Innovaties
Netpresenter was het eerste werknemerscommunicatieplatform ter wereld met een OpenAI GPT integratie. Met deze integratie werd artificiële intelligentie breed toegankelijk gemaakt voor organisaties en wordt het mogelijk om op basis van enkele zoektermen automatisch teksten te genereren, te vertalen en samen te vatten. Ook geeft het suggesties voor afbeeldingen die toegevoegd kunnen worden. Door de uitbraak van WannaCry in 2017 en de forse toename van het aantal cyberaanvallen werd het systeem van Netpresenter ook steeds vaker als een AMBER Alert voor bedrijven ingezet. Hiermee konden organisaties medewerkers in geval van een cyberaanval middels alarmmeldingen op laptop, mobiele telefoon en tv-schermen snel bereiken.

## Prijzen
In 2004 won Netpresenter de innovatieprijs 'European Gold Seal of Excellence in Multimedia' voor haar calamiteitenalarmeringssoftware die door onder andere politie, leger en overheden werd gebruikt. In 2009 won het bedrijf de IBC Special Award voor AMBER Alert. In dat jaar won Frank Hoen als directeur van Netpresenter en initiator van het AMBER Alert-systeem ook de 'Vergeet-me-niet' Award van het televisieprogramma Tros Vermist.
In 2020 werd Netpresenter uitgeroepen tot meest innovatieve ondernemer van de regio Sittard-Geleen.